# Jacques Yonnet
Jacques Yonnet (Parigi, 22 giugno 1915 – Parigi, 15 agosto 1974) è stato uno scrittore e poeta francese.
Ha combattuto durante la Seconda guerra mondiale nella Resistenza francese ed è stato prigioniero di guerra.

## Opere

### Le vie incantate di Parigi
La sua opera più famosa è Rue des Maléfices - Chronique secrète d'une ville, tradotto in italiano come Le vie incantate di Parigi. Cronaca intima di una città, per la quale venne «unanimemente considerato come la più brillante meteora della letteratura francese».
Pubblicato la prima volta nel 1954, fu molto apprezzato da Raymond Queneau. 

### Trama
Nel libro, una sorta di diario, il protagonista esplora la Rive Gauche e osserva la popolazione che la popola ancora piena di miti e superstizioni. Con piglio attento e fare da storico analizza e racconta le vie di una Parigi sotterranea ma viva e pulsante di tipi umani con le loro storie, avventure e disgrazie. Il  quartiere Mouffetard che fino agli anni settanta era il ritrovo abituale della "cloche" parigina, è al centro della sua narrazione.

## Opere

### Le edizioni diRue de Maléfices
- Rue des malefices : chronique secrete d'une ville, con delle fotografie di Robert Doisneau e dei disegni dell'autore, Parigi, Phebus, 1987
- Rue des Maléfices - Chronique secrète d'une ville, 1954 (Rue des Maléfices. Storia segreta di Parigi, traduzione di Guido Lagomarsino, con fotografie di Robert Doisneau e disegni dell'autore, Torino, EDT, 2016 ISBN 9788859231622)
- Sortilegio su Parigi, Milano, ELI, 1955
- Enchantements sur Paris, S. l., Denoel, 1954

### Altre opere
- Gagne ta guerre, Parigi, Colbert, 1944
- Ilot insalubre, Parigi, R. Debresse, 1942
- Jacques Yonnet. Bilan 45, poèmes, Parigi, Debresse, 1945
- Paris noir, Sawtry, Dedalus, 2006

### Articoli su Yonnet
- L'enchanteur de Paris di Jean-Pierre Sicre
- Souvenirs personnelles di Marc Schweizer
- Rue des maléfices, Presentazione di Jean-Pierre Sicre (incluso come Prefazione all'edizione italiana EDT 2016)
- Jacques Yonnet Parigi arcana di Idolina Landolfi, il Giornale, 8 settembre 2005